# Psianka czarna
Psianka czarna (Solanum nigrum L.) – gatunek rośliny z rodziny psiankowatych. Występuje w całej Europie. W Polsce pospolity archeofit.

## Morfologia

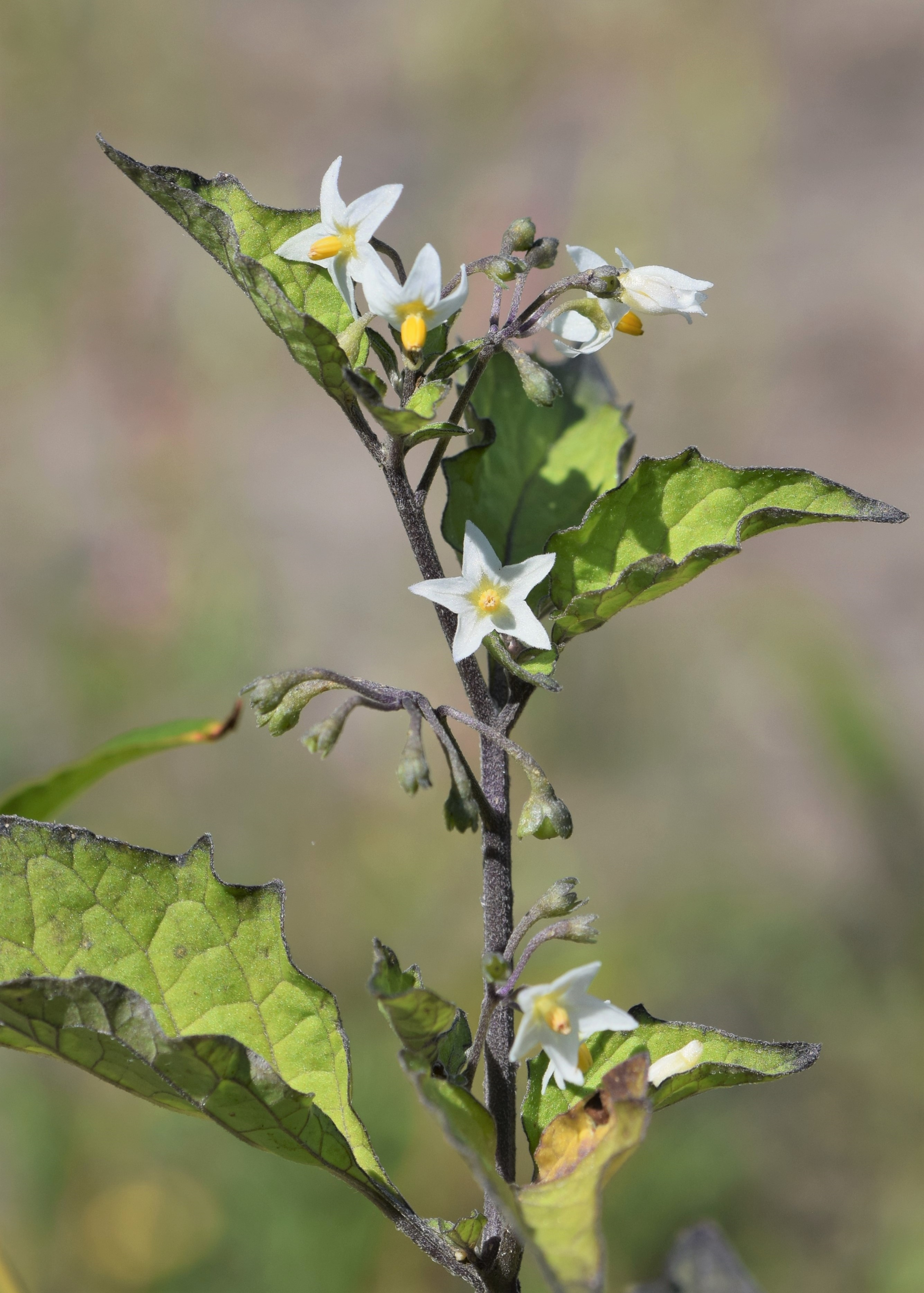
Pęd kwitnący

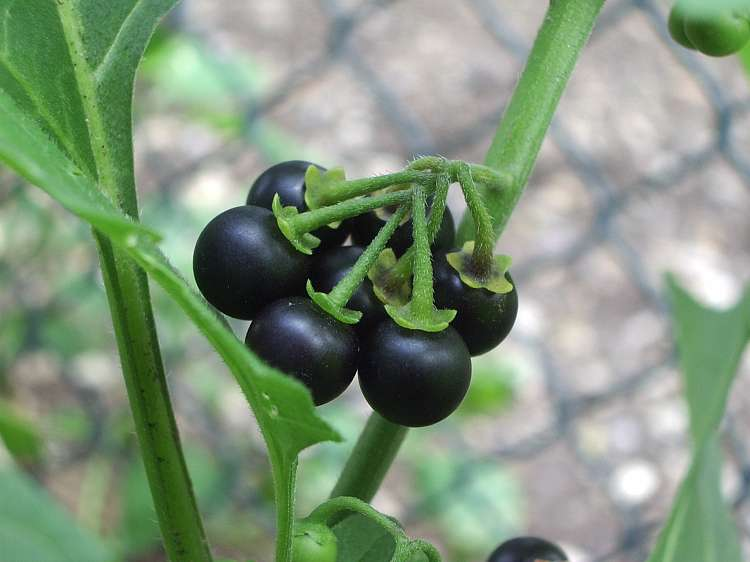
Owoce

ŁodygaWzniesiona, rozgałęziona o wysokości 20–60 cm, prawie naga (z rzadka tylko omszona). Jest kanciasta i ma szorstkie rogi. Wysokość 10–50 cm. Cała roślina nieprzyjemnie pachnie.
LiścieOwalne lub jajowate, zatokowo ząbkowane.
KwiatyZebrane w podbaldachy wyrastające na łodydze na dość długich szypułkach w pewnej odległości od liści. Kwiaty podobne do kwiatów ziemniaka, ale mniejsze. korona 5-płatkowa, biała, szeroko rozpostarta, pylniki koloru żółtego, wyraźnie wystające i stykające się z sobą.
OwoceJagody czarne po dojrzeniu, wielkości nasion grochu.

## Biologia i ekologia
Roślina jednoroczna. Okres kwitnienia od czerwca do października. Jest owadopylna lub samopylna. Owoce rozsiewane są przez zwierzęta (endozoochoria). Nasiona przechodzą niestrawione przez ich układ pokarmowy. Siedlisko: miejsca ruderalne, przydroża, pola, śmietniska, ogrody (chwast). W klasyfikacji zbiorowisk roślinnych gatunek charakterystyczny dla rzędu (O.) Polygono-Chenopodietalia. Roślina trująca: ziele i owoce zawierają saponiny i glikoalkaloidy. Zatruciu mogą ulec dzieci po spożyciu większych ilości niedojrzałych owoców.